# Cattedrale di Sant'Agostino (Bridgeport)
La cattedrale di Sant'Agostino (in inglese: St. Augustine Cathedral) è il principale luogo di culto cattolico di Bridgeport, sede vescovile della diocesi di Bridgeport.

## Storia
I lavori di costruzione per la chiesa iniziarono il 28 agosto, giorno in cui ricorre la memoria di Sant'Agostino, 1865, quando fu posta la prima pietra angolare, e fu inaugurata il 17 marzo, giorno di San Patrizio, del 1868. Nel 1953, quando fu istituita con la bolla Qui urbis Hartfortiensis di papa Pio XII la diocesi di Bridgeport, la chiesa fu scelta come cattedrale. Nel 2003, con un budget da 4 milioni di dollari, la cattedrale fu restaurata e la sua capacità fu ampliata fino a 750 persone. Inoltre, furono aggiunte nuove piastrelle di marmo e fu comprato un nuovo altare maggiore. Nel 2014, il registro dell'organo fu ampliato con l'introduzione di 42 nuove canne.
Nella cattedrale vengono celebrate messe in inglese, spagnolo, vietnamita e talvolta anche in latino.

## Galleria d'immagini

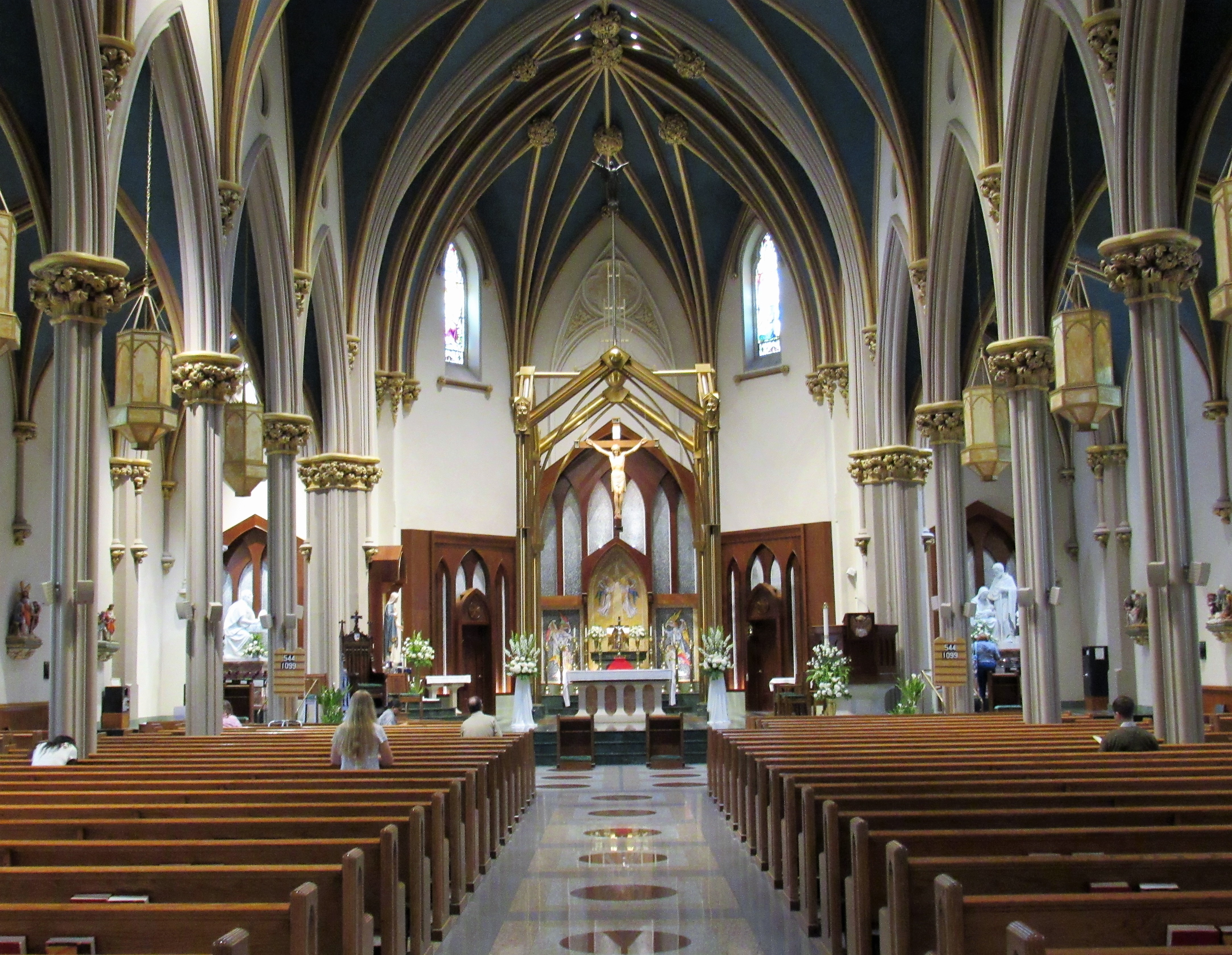
Navata principale della cattedrale
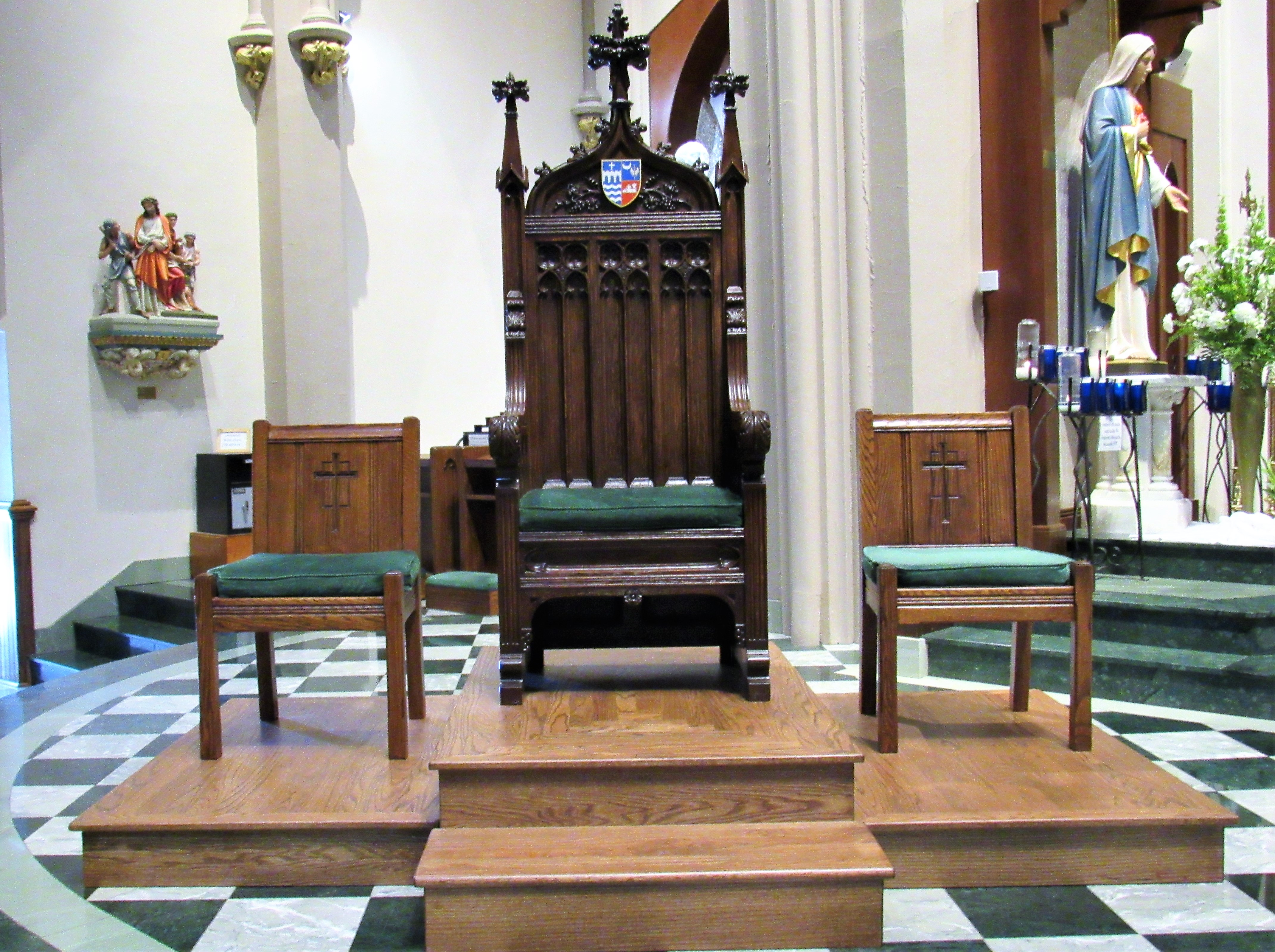
La cattedra vescovile
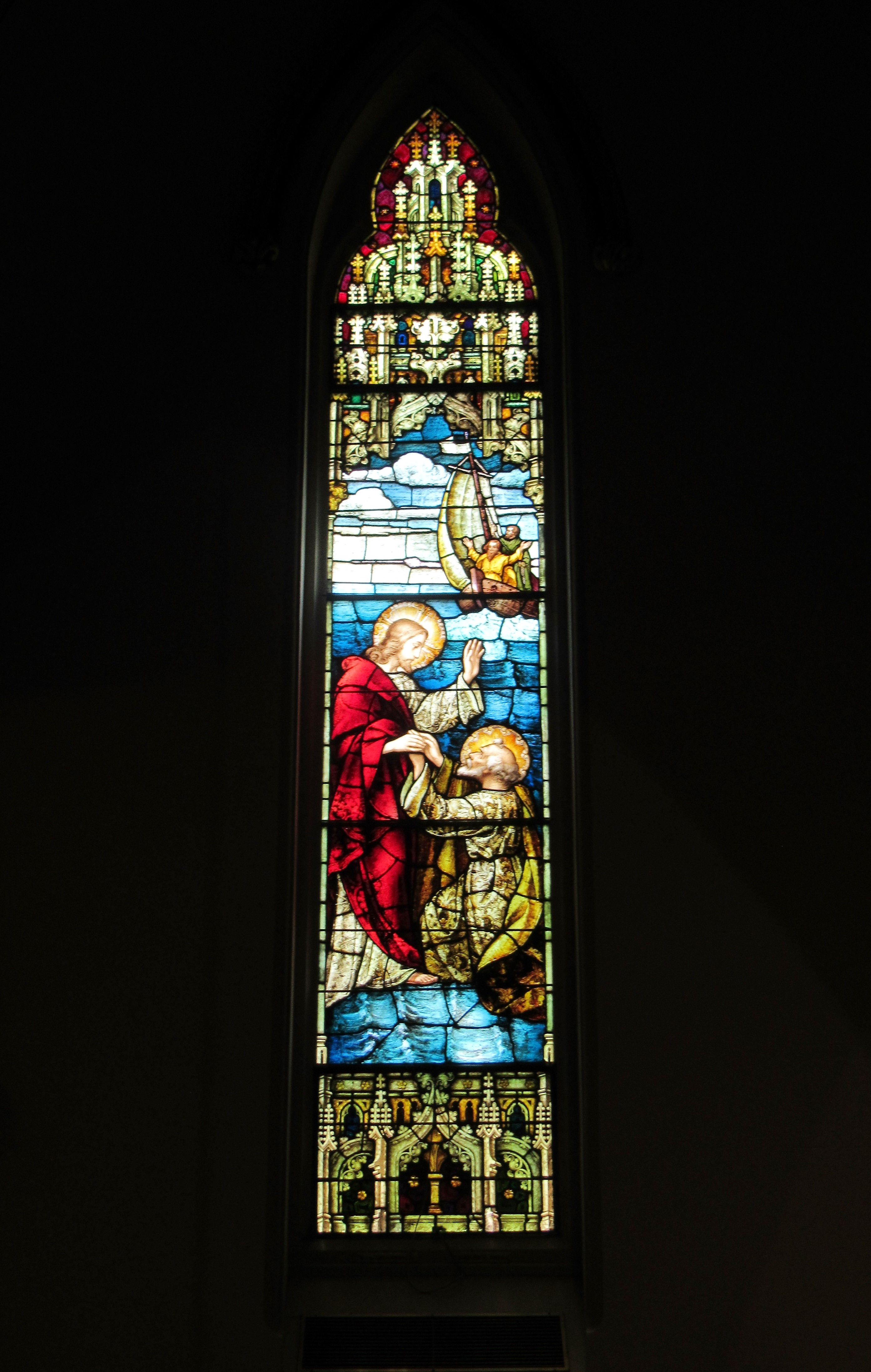
Vetrata situata all'interno della cattedrale